# 石森賢司
石森 賢司（いしもり けんじ、1965年 - ）は、東京都出身、バリ島在住のカメラマン。サーフフォトグラファーとして活動し、国内外の有名プロサーファーの撮影や、雑誌への掲載を行っている。

## 主な活動
- サーフフォトグラファーとは、サーフィン誌の表紙に掲載されるような巨大なパイプラインの中の写真、海の専門誌や観光ガイドなどで紹介されている、美しい波や海、自然の景観などの写真などを専門に撮影するカメラマンのことをいう。
- バリ島の各地でプロやアマを問わずサーフィンを愛する人たちに対して、サーフフォトセッションで写真撮影を行っている。

## 受賞歴
- 2002年10月12日撮影の『バリ島爆弾テロ』が読売新聞社が主催する第24回よみうり写真大賞　報道部門一席を受賞。